# Роза (коктейль)
Роза (фр. Rose) — алкогольный коктейль на основе вишнёвого ликёра (Kirsch), сухого вермута и клубничного сиропа. Иногда в качестве ингредиентов коктейля используют вишнёвый ликёр и джин. Относится к категории десертные. Входит в число официальных коктейлей Международной ассоциации барменов (IBA), категория «Современная классика» (англ. Contemporary classics).

## История
Коктейль «Роза» создан в 20-х годах XX века барменом Джонни Митта (Johnny Mitta) в отеле Чатем (Chatham Hotel) во Франции и был популярен в Париже в 1920-е годы. Оригинальный рецепт этого коктейля можно найти в книге Гарри Макэлхона, владельца нового бара Гарри Йорка в Париже (1927 год).

## Рецепт и ингредиенты
Состав:
- белый вишнёвый ликёр (Kirsch) — 20 мл
- сухой вермут — 40 мл
- клубничный сироп — 3 капли.

Метод приготовления: стир & стрейн. Ингредиенты (компоненты) перемешивают в смесительном стакане, после чего отцеживают в коктейльный бокал. Подают в коктейльном бокале или бокале для Мартини.